# Bathylasma hirsutum
Bathylasma hirsutum är en kräftdjursart som först beskrevs av Hoek 1883.  Bathylasma hirsutum ingår i släktet Bathylasma och familjen Bathylasmatidae. Inga underarter finns listade i Catalogue of Life.